# About Us But Not About Us
About Us But Not About Us és una pel·lícula filipina dirigida per Jun Robles Lana, estrenada l'any 2022. About Us But Not About Us és una de les vuit pel·lícules oficials que van competir en l'edició inaugural a l'abril del 49è Festival de cinema d'estiu de Metro Manila (2023).

## Argument
La pel·lícula "About Us But Not About Us" narra la història d'un reconegut professor universitari que es reuneix casualment amb un dels seus antics alumnes, un jove escriptor que busca el seu assessorament i guia per desenvolupar la seva carrera literària. El que comença com un esmorzar aparentment senzill i informal, es converteix en una sèrie de situacions imprevisibles i inesperades que posen a prova la relació entre el professor i l'alumne. La pel·lícula aborda temes universals com la identitat, l'amistat i la traïció, mentre que manté l'audiència en tensió fins al final.

## Producció
La producció de la pel·lícula ha estat portada a terme per The Ideafirst Company, Octobertrain Films i Quantum Films. Els productors de la pel·lícula són Jun Robles Lana i Ferdinand Lapuz, mentre que la música ha estat composta per Teresa Barrozo.
Els llocs de rodatge són aparentment senzills i minimalistes, amb una escena principal que es constitueix per una taula, dues cadires, dues persones parlant, un manuscrit misteriós i una mica de menjar al mig. Malgrat aquesta aparent senzillesa, la pel·lícula es presenta com una obra d'art cinematogràfica, amb un gran èmfasi en la història i les actuacions dels actors.

## Crítica
La pel·lícula va ser seleccionada per formar part del Critics' Pick Competition en la 26a edició del festival de Tallinn. Els organitzadors del festival la van descriure com a orquestrada magistralment i van dir d'ella que era un veritable plaer intel·lectual i cinematogràfic. La pel·lícula ha tingut una excel·lent acollida per part de la crítica des que es va estrenar en el festival al nord d'Europa. A més, la pel·lícula també ha rebut nombroses crítiques positives per part del públic i de la premsa.

## Al voltant de la pel·lícula

### Anecdotari
- El director ha revelat que la pel·lícula és un projecte profundament personal que va sorgir d'un període de depressió. Va explicar que, al contrari del que sol fer, en aquesta ocasió no va pensar en el seu públic sinó en ell mateix, amb l'objectiu de salvar-se.[5]
- El director va enllestir el guió durant un període de tres dies consecutius, en els quals es va dedicar a escriure sense interrupció, enfrontant i processant diversos traumes que havia estat reprimint durant gran part de la seva vida, entre ells, l'experiència de ser objecte d'assetjament escolar quan era nen.[5]

## Repartiment
El repartiment principal està integrat per,
- Romnick Sarmenta
- Elijah Canlas

## Premis
- 2022: Millor pel·lícula, 26° Festival Black Nights de Tallin.[5]

## El context històric de la pel·lícula
La pel·lícula aborda temes que són rellevants per a la societat filipina en el context històric. La conversa sobre la identitat nacional i la llengua són destacades a través dels personatges que provenen de generacions diferents i expressen la seva identitat de maneres diferents. Això reflecteix la diversitat cultural i lingüística de les Filipines, que van passar per una sèrie de canvis culturals i socials al llarg del temps. A més, la història explora les qüestions que afecten a la comunitat LGBT, que va enfrontar una lluita constant per a la igualtat i la llibertat durant molts anys. A través d'aquesta pel·lícula, es revela el dolor i el sofriment que aquestes persones han hagut de suportar a causa de la discriminació i la pressió social. La pel·lícula serveix com un examen commovedor de la identitat i el dolor, i com un reflex de les qüestions que afecten la societat filipina en el present.